# 北方東口駅
北方東口駅（きたがたひがしぐちえき）は、岐阜県本巣郡北方町にあった名古屋鉄道揖斐線の駅。北方町で一番東の駅。

## 歴史

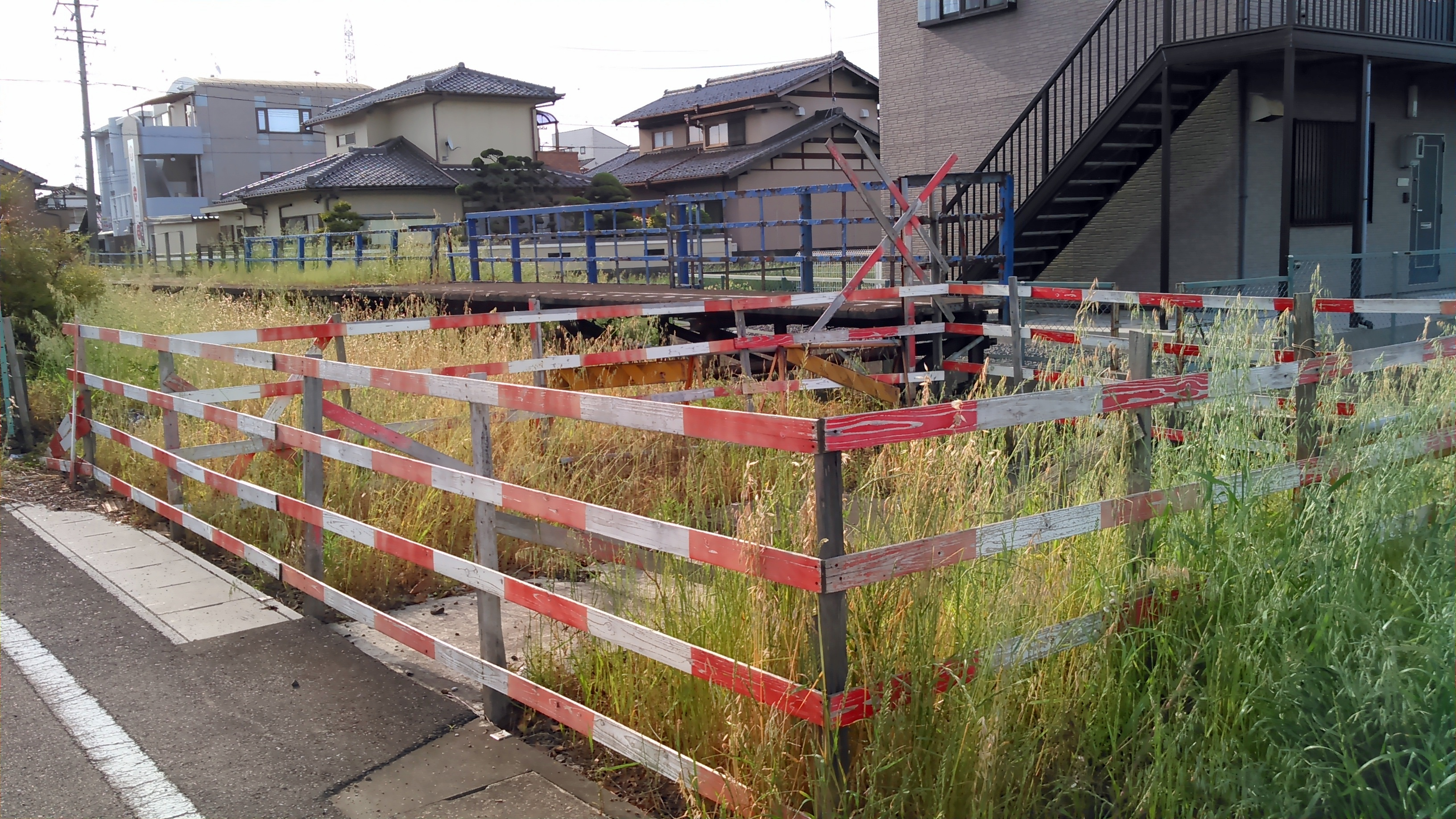
ホーム跡（2015年10月撮影。北方千歳町駅方より）

揖斐線が前身である岐北軽便鉄道の路線として開業した当初より存在する。開業時の駅名は森町駅（もりまちえき）であったが、1927年（昭和2年）頃に北方東口駅に改称された。揖斐線は2005年（平成17年）に全線が廃止され、これと同時に当駅も廃駅となっている。
- 1914年（大正3年）3月29日 - 岐北軽便鉄道の忠節駅 - 北方町駅（のちの美濃北方駅）間の開通と同時に森町駅として開業[2][3][4][5]。
- 1927年（昭和2年）頃 - 北方東口駅に改称[3][4]。
- 1948年（昭和23年）11月1日以前 - 無人化[6]。
- 2005年（平成17年）4月1日 - 揖斐線の忠節駅 - 黒野駅間の営業廃止により廃駅[4][5]。

資料によっては森町駅を当駅の旧称とせず、別の駅として扱うものがある。その場合、当駅の開業年は1927年ごろとなる。

## 駅構造
- 屋根つきでベンチ・単線[7]。自動券売機のある駅[要出典]。

### 配線図
| ← 黒野方面 | 北方東口駅 構内配線略図 | → 忠節方面 |
| 凡例 出典: |                         |            |

## 利用状況
- 『名古屋鉄道百年史』によると1992年度当時の1日平均乗降人員は1,148人であり、この値は岐阜市内線均一運賃区間内各駅（岐阜市内線・田神線・美濃町線徹明町駅 - 琴塚駅間）を除く名鉄全駅（342駅）中213位、 揖斐線・谷汲線（24駅）中4位であった[1]。

## 駅周辺
北方町の市街地にあり、駅の南東には岐阜県立岐阜農林高等学校が立地している。付近にはバス路線も通っており交通の便もよかったため、駅の利用者は比較的多かった。

## 跡地
- 2024年現在、北方東口駅跡地は周辺を合わせて整地され、遺構は残っていない。

## 隣の駅
名古屋鉄道
揖斐線
又丸駅 - 北方東口駅 - 北方千歳町駅
- 1922年（大正11年）までは隣の北方千歳町駅との間に新町駅（しんまちえき）が存在した。